# Monastère de Miljkovo
Le monastère de Miljkovo (en serbe cyrillique : Манастир Миљково ; en serbe latin : Manastir Miljkovo) est un monastère orthodoxe serbe situé à Gložane, dans le district de Pomoravlje et dans la municipalité de Svilajnac en Serbie. Il est inscrit sur la liste des monuments culturels protégés de la république de Serbie (identifiant no SK 148). Il fait partie des six monastères de la « Resavska Sveta gora », l'« Athos de la Resava ».
Le monastère abrite aujourd'hui une communauté de religieuses.

## Présentation

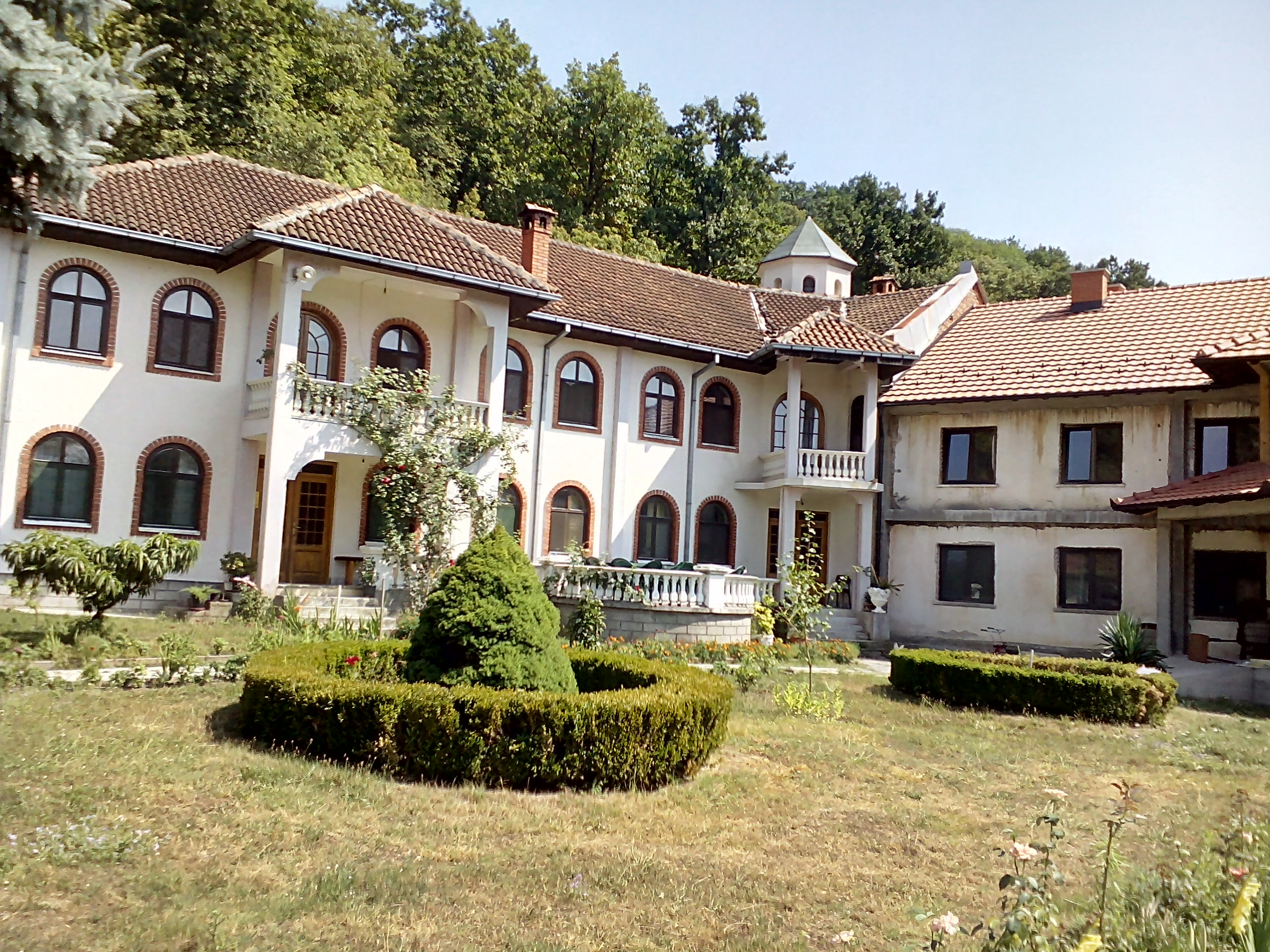
Konak dans le monastère.

Autrefois, le monastère portait le nom de « monastère de Bukovica ». La date de sa fondation est inconnue mais il est mentionné pour la première fois en 1374 lorsque le prince Lazare en a fait don au monastère de Ravanica. En 1420, un atelier de copistes y a ouvert ses portes.
Le monastère a été démoli et brûlé par les Ottomans et refondé en 1787 par Miljko Tomić auquel il doit son nom actuel de « Miljkovo ». Miljko Tomić est aujourd'hui enterré dans la cour du monastère. L'histoire du monastère est ensuite liée à la révolte de la Krajina de Koča et du Premier soulèvement serbe contre les Turcs ; des réunions s'y sont tenues, où des plans d'attaque ont été élaborés.

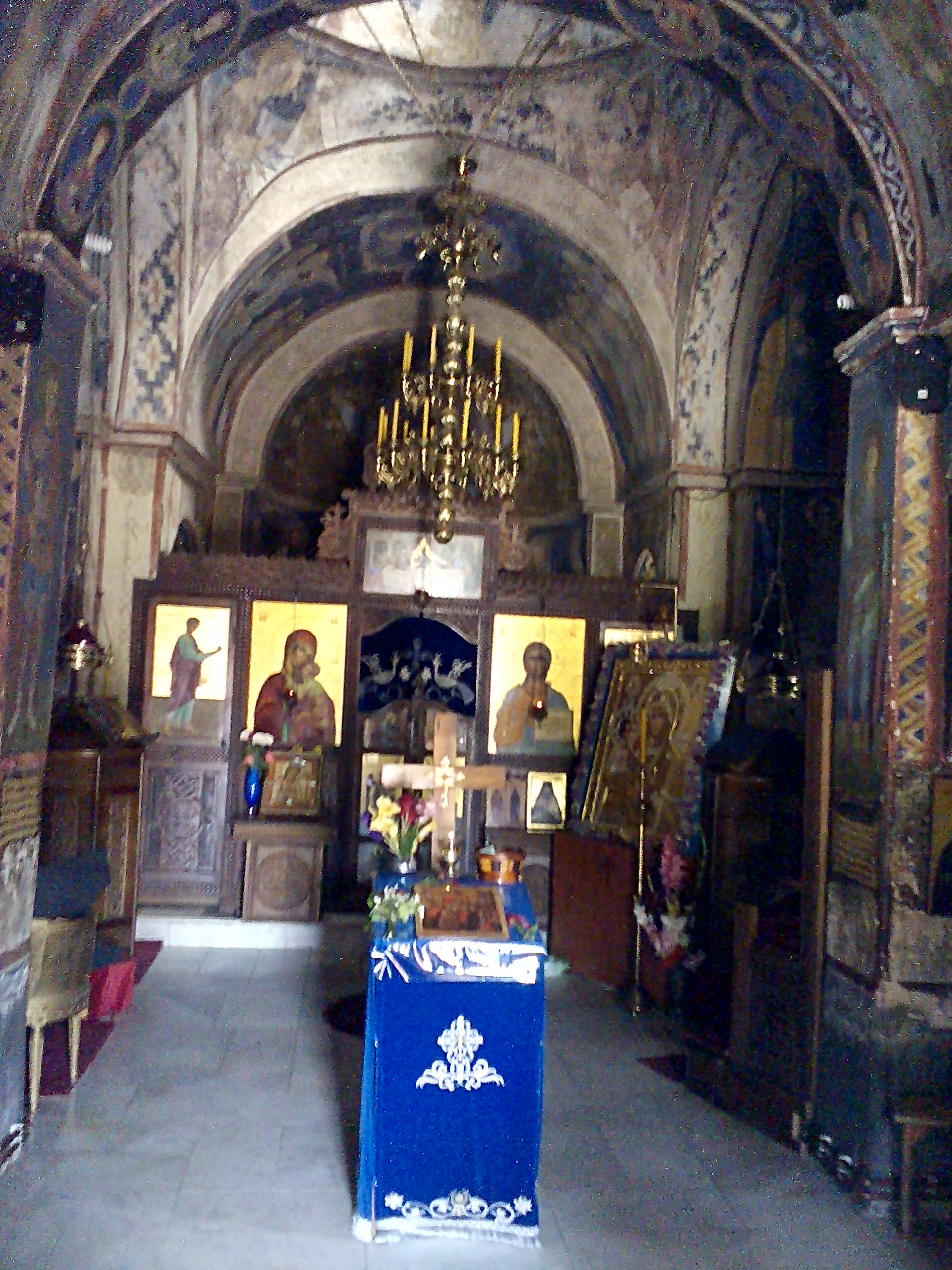
L'intérieur de l'église.